# Flavia Maximiana Theodora
Flavia Maximiana Theodora, känd som Theodora, var en romersk kejsarinna, gift med Constantius I Chlorus.
Hon var dotter eller styvdotter till den romerske kejsaren Maximianus. 
Hon gifte sig år 293 med Flavius Valerius Julius Constantius (som senare blev känd som kejsaren Constantius I Chlorus), då han lämnade sin första fru, Helena av Konstantinopel för att stärka sin politiska maktposition. 

## Barn
- Flavius Dalmatius
- Iulius Constantius, far till den romerske kejsaren Julianus Apostata
- Hannibalianus
- Anastasia
- Eutropia
- Flavia Julia Constantia, hustru till den romerske kejsaren Licinius

## Galleri

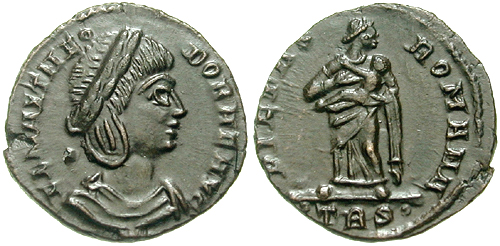
Flavia Maximiana Theodora. På andra sidan, Pietas.